# Bahnstrecke Ludwigslust–Parchim
| |                         |                              |                              |
| Streckennummer (DB): | 6935                    |                              |                              |
| Kursbuchstrecke (DB): | 172                     |                              |                              |
| Kursbuchstrecke: | 104e (1934) 119k (1946) |                              |                              |
| Streckenlänge: | 25,9 km                 |                              |                              |
| Spurweite: | 1435 mm (Normalspur)    |                              |                              |
| Streckengeschwindigkeit: | 80 km/h                 |                              |                              |
| Zugbeeinflussung: | PZB                     |                              |                              |
| |                         |                              |                              |
| \| \| \| von Hamburg \| \| \| \| \| von Schwerin \| \| \| \| 0,0 \| Ludwigslust \| Ludwigslust \| \| \| \| Bundesstraße 191 \| \| \| \| \| \| \| \| \| \| ehem. von und nach Dömitz \| \| \| \| \| nach Berlin \| \| \| \| 3,6 \| Groß Laasch \| Groß Laasch \| \| \| \| Müritz-Elde-Wasserstraße \| \| \| \| 8,9 \| Neustadt-Glewe \| Neustadt-Glewe \| \| \| \| Bundesstraße 191 \| \| \| \| \| Bundesautobahn 24 \| \| \| \| 11,0 \| Awanst Neustadt-Glewe Bauhof \| Awanst Neustadt-Glewe Bauhof \| \| \| 15,2 \| Dütschow \| Dütschow \| \| \| 17,6 \| Spornitz (ehem. Bf) \| Spornitz (ehem. Bf) \| \| \| \| von Suckow \| \| \| \| 25,9 \| Parchim \| Parchim \| \| \| \| nach Schwerin \| \| \| \| \| nach Neubrandenburg \| \| |                         |                              |                              |
| Strecke |                         | von Hamburg                  | von Hamburg                  |
| Abzweig geradeaus und von links |                         | von Schwerin                 | von Schwerin                 |
| Bahnhof | 0,0                     | Ludwigslust                  | Ludwigslust                  |
| Strecke mit Straßenbrücke |                         | Bundesstraße 191             | Bundesstraße 191             |
| Verschwenkung von links · Verschwenkung von rechts |                         |                              |                              |
| Kreuzung geradeaus unten (Querstrecke außer Betrieb) · Abzweig geradeaus, ehemals nach rechts und ehemals von rechts |                         | ehem. von und nach Dömitz    | ehem. von und nach Dömitz    |
| Strecke nach rechts und von halblinks · Verschwenkung von links |                         | nach Berlin                  | nach Berlin                  |
| Haltepunkt / Haltestelle | 3,6                     | Groß Laasch                  | Groß Laasch                  |
| Brücke über Wasserlauf |                         | Müritz-Elde-Wasserstraße     | Müritz-Elde-Wasserstraße     |
| Bahnhof | 8,9                     | Neustadt-Glewe               | Neustadt-Glewe               |
| Bahnübergang |                         | Bundesstraße 191             | Bundesstraße 191             |
| Strecke mit Straßenbrücke |                         | Bundesautobahn 24            | Bundesautobahn 24            |
| ehemalige Blockstelle | 11,0                    | Awanst Neustadt-Glewe Bauhof | Awanst Neustadt-Glewe Bauhof |
| Haltepunkt / Haltestelle | 15,2                    | Dütschow                     | Dütschow                     |
| Haltepunkt / Haltestelle | 17,6                    | Spornitz (ehem. Bf)          | Spornitz (ehem. Bf)          |
| Abzweig geradeaus und ehemals von rechts |                         | von Suckow                   | von Suckow                   |
| Bahnhof | 25,9                    | Parchim                      | Parchim                      |
| Abzweig geradeaus und nach links |                         | nach Schwerin                | nach Schwerin                |
| Strecke |                         | nach Neubrandenburg          | nach Neubrandenburg          |

Die Bahnstrecke Ludwigslust–Parchim ist eine Nebenbahn im Süden Mecklenburgs. Die 1880 eröffnete Strecke zwischen Ludwigslust, Neustadt-Glewe und Parchim wurde bis 1893 von der Parchim-Ludwigsluster-Eisenbahn-Gesellschaft betrieben.

## Geschichte

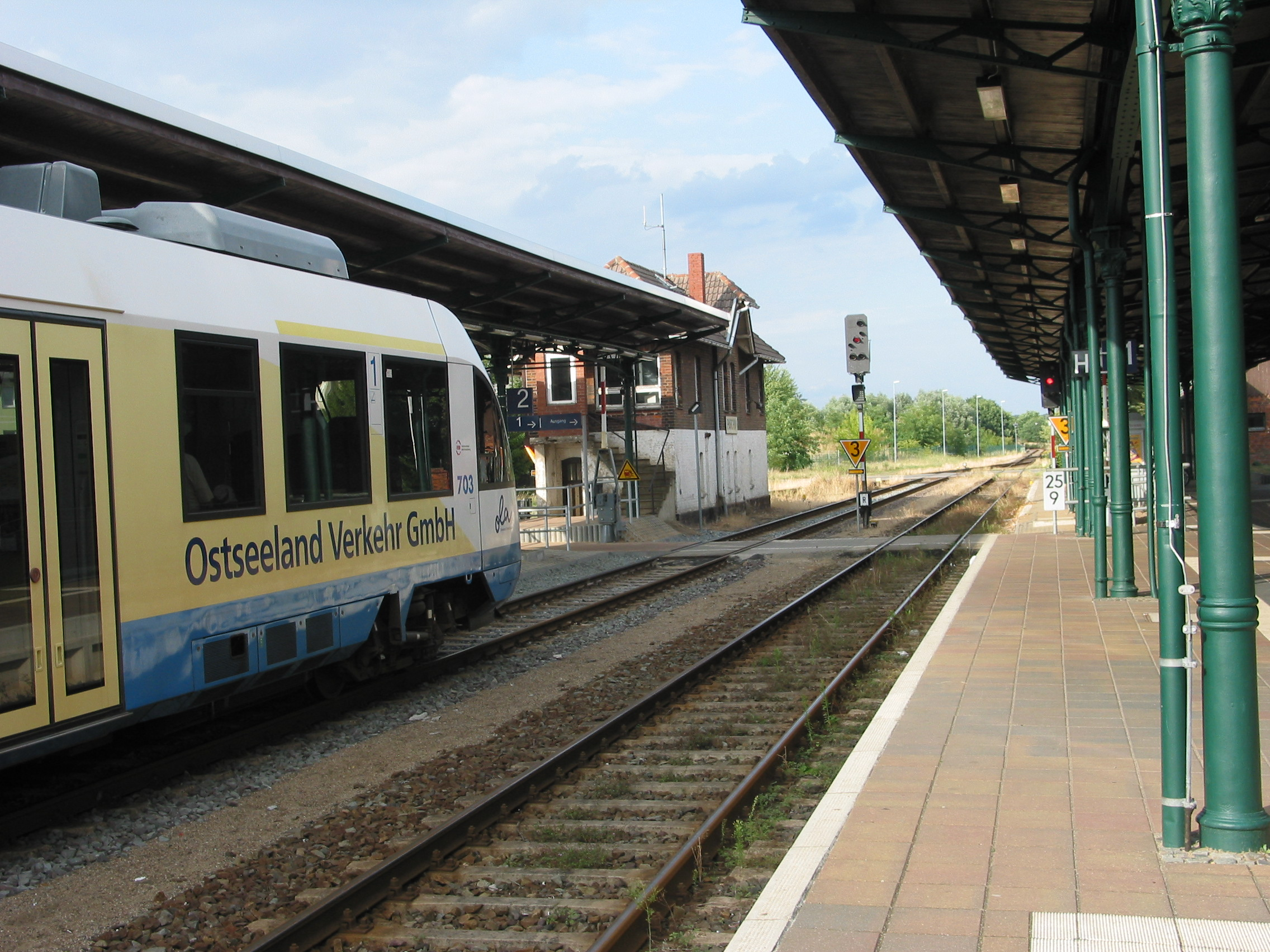
Bahnhof Parchim

### Parchim-Ludwigsluster Eisenbahn-Gesellschaft
In Ludwigslust bestand seit dem Bau der preußischen Bahnstrecke Berlin–Hamburg ein Bahnhof. Um die Städte Parchim und Neustadt-Glewe ans Streckennetz anzuschließen gründeten die drei Städte sowie der Bahnbau-Unternehmer Herrmann Bachstein am 5. September 1879 die Parchim-Ludwigsluster Eisenbahn-Gesellschaft.
Am 15. Juni 1880 wurde die 26 Kilometer lange normalspurige Nebenbahn im Großherzogtum Mecklenburg-Schwerin eröffnet. Den Betrieb führte die Zentralverwaltung für Secundärbahnen, H. Bachstein, Berlin.
Das Unternehmen entwickelte sich erfolgreich, besonders als 1885 die Mecklenburgische Südbahn in Parchim ihre Strecke über Waren nach Neubrandenburg anschloss. Im Jahr 1888 wurden 74.753 Personen und 64.939 Tonnen Fracht befördert. Die Einnahmen betrugen 170.753 Mark und die Aufwendungen 56.792 Mark. Durch Bachstein wurde der größte Teil des Gewinnes aus dem Unternehmen entnommen und für andere Bahnbauten verwandt.
Im Rahmen der Verstaatlichung der mecklenburgischen Eisenbahnen wurde die Gesellschaft mit Vertrag vom 26. März 1893 durch Mecklenburg-Schwerin übernommen und in die Friedrich-Franz-Eisenbahn eingegliedert. Die Gesellschaft besaß zu diesem Zeitpunkt drei Lokomotiven.

### Betrieb unter Staatseigentum
Die Friedrich-Franz-Eisenbahn führte den Betrieb bis zur Gründung der Deutschen Reichsbahn 1920. Über die Deutsche Reichsbahn kam die Strecke in den Bestand der Deutschen Bahn.
Seit dem 15. Dezember 2002 wird der Personennahverkehr von der Ostdeutschen Eisenbahn (ODEG) durchgeführt. Zum Einsatz kommen dabei moderne Dieseltriebwagen des Typs Regio-Shuttle, welche werktags im Stundentakt, am Wochenende zweistündlich verkehren.
Das Gleisbild-Stellwerk B1 des Bahnhofs Neustadt-Glewe ging am 25. September 2023 außer Betrieb. Vom 25. September bis 8. Dezember 2023 wurde die Strecke unter Vollsperrung saniert. Im Bahnhof Neustadt-Glewe wurde ein neuer 100 Meter langer Mittelbahnsteig und ein elektronisches Stellwerk der Bauform ZSB 2000 errichtet, welches von Parchim aus ferngesteuert wird. Die Streckenhöchstgeschwindigkeit soll auf 80 km/h erhöht werden, eine spätere Erhöhung auf 100 km/h wird vorbereitet.

## Verlauf
Die Strecke beginnt in Ludwigslust, wo Anschluss an die Hauptbahn Berlin–Hamburg besteht. Hinter dem Bahnhof zweigt die Strecke ab und wendet sich nach Nordosten. Kurz hinter dem Abzweig von der Hauptbahn befindet sich ein stillgelegtes Gleisdreieck, welches den Anschluss zur Nebenbahn nach Dömitz bildete. Bis nach Parchim orientiert sich die Strecke anschließend weitestgehend am Verlauf der Bundesstraße 191, die fast parallel zu ihr verläuft. In Parchim treffen schließlich die Strecken aus Schwerin und Karow–Waren zusammen. Bis 1945 zweigte hier außerdem eine Nebenbahn nach Suckow ab.

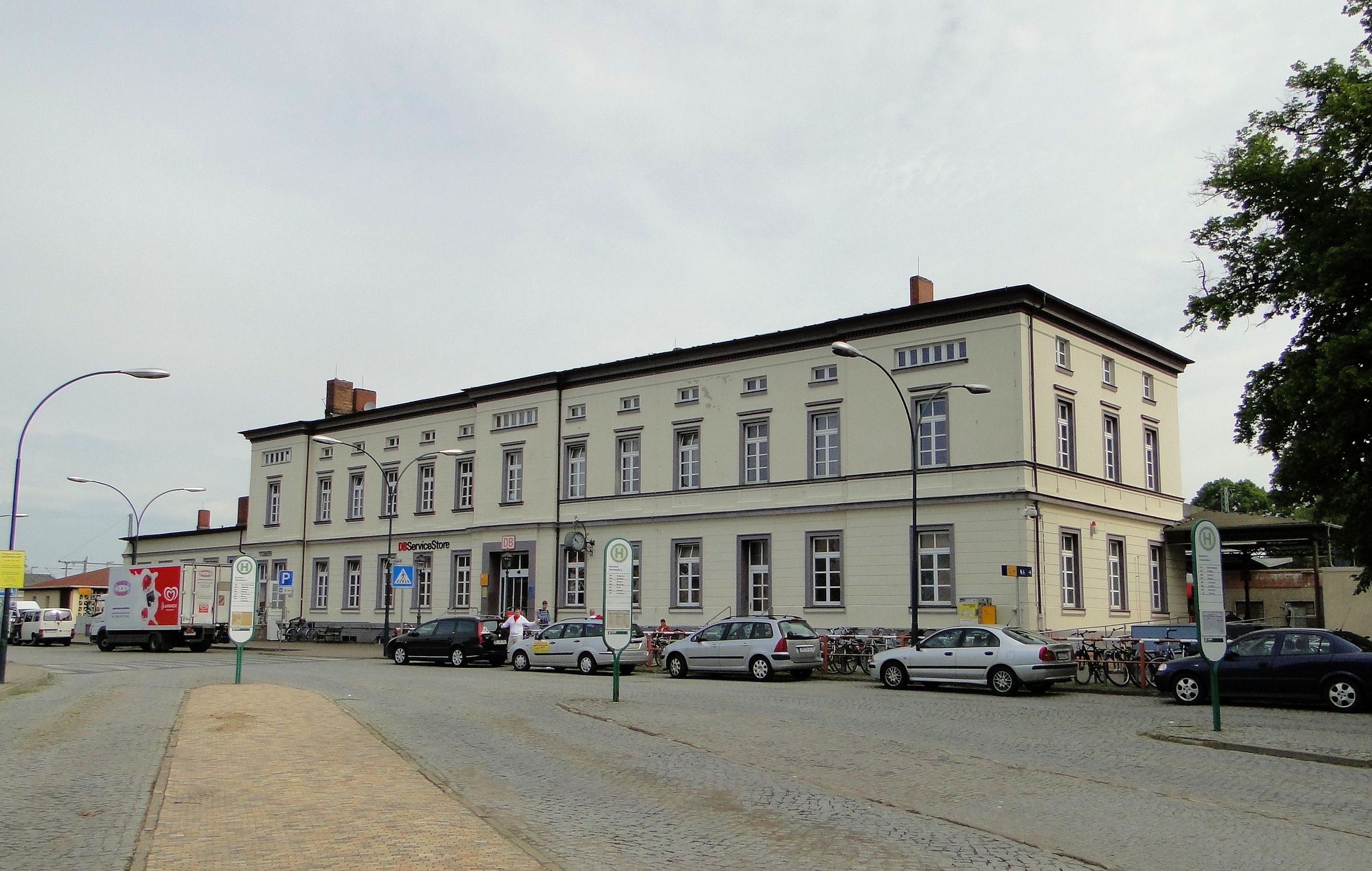
Bahnhof Ludwigslust
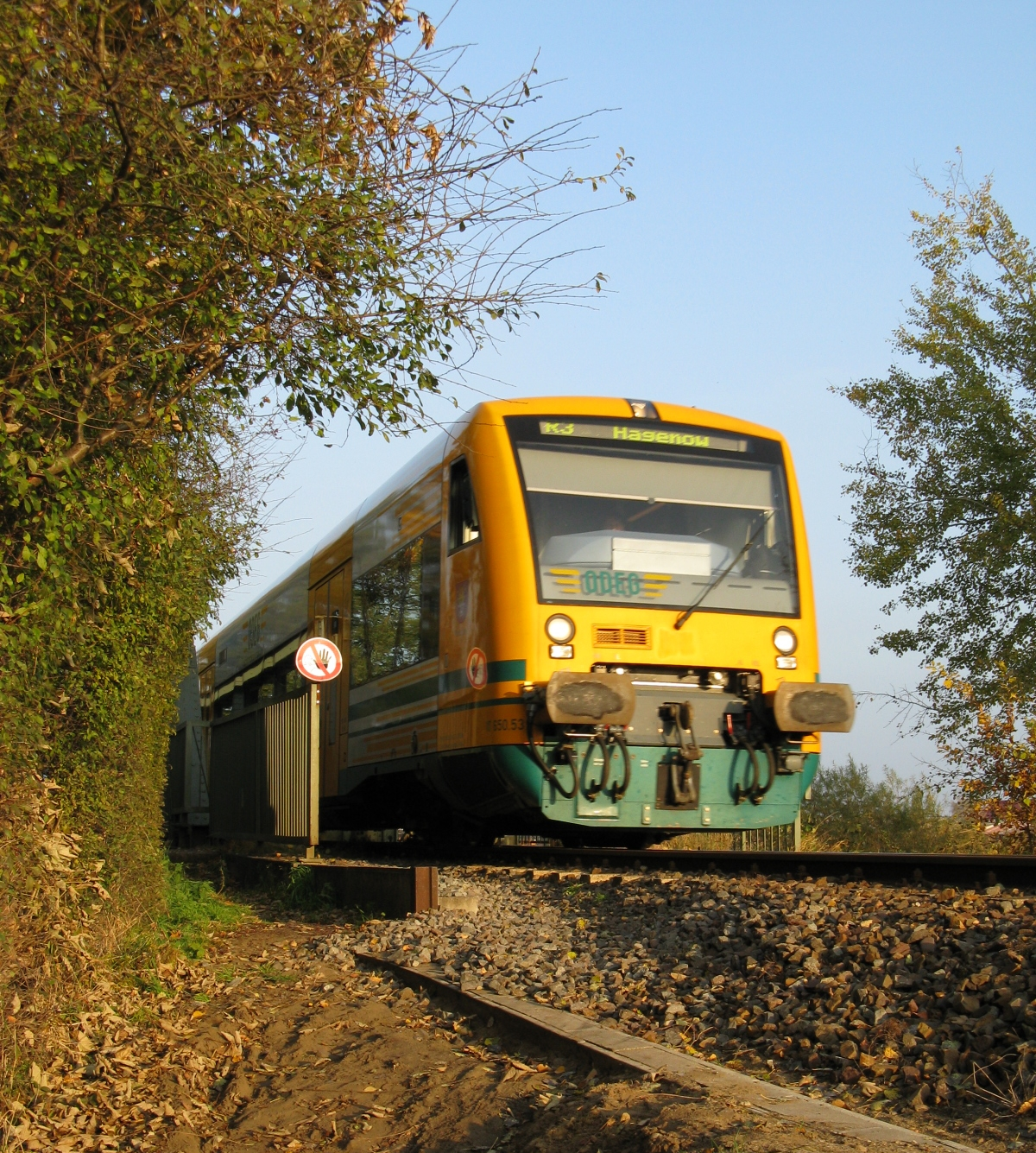
Regio-Shuttle nach dem Überqueren der Eldebrücke bei Neustadt-Glewe
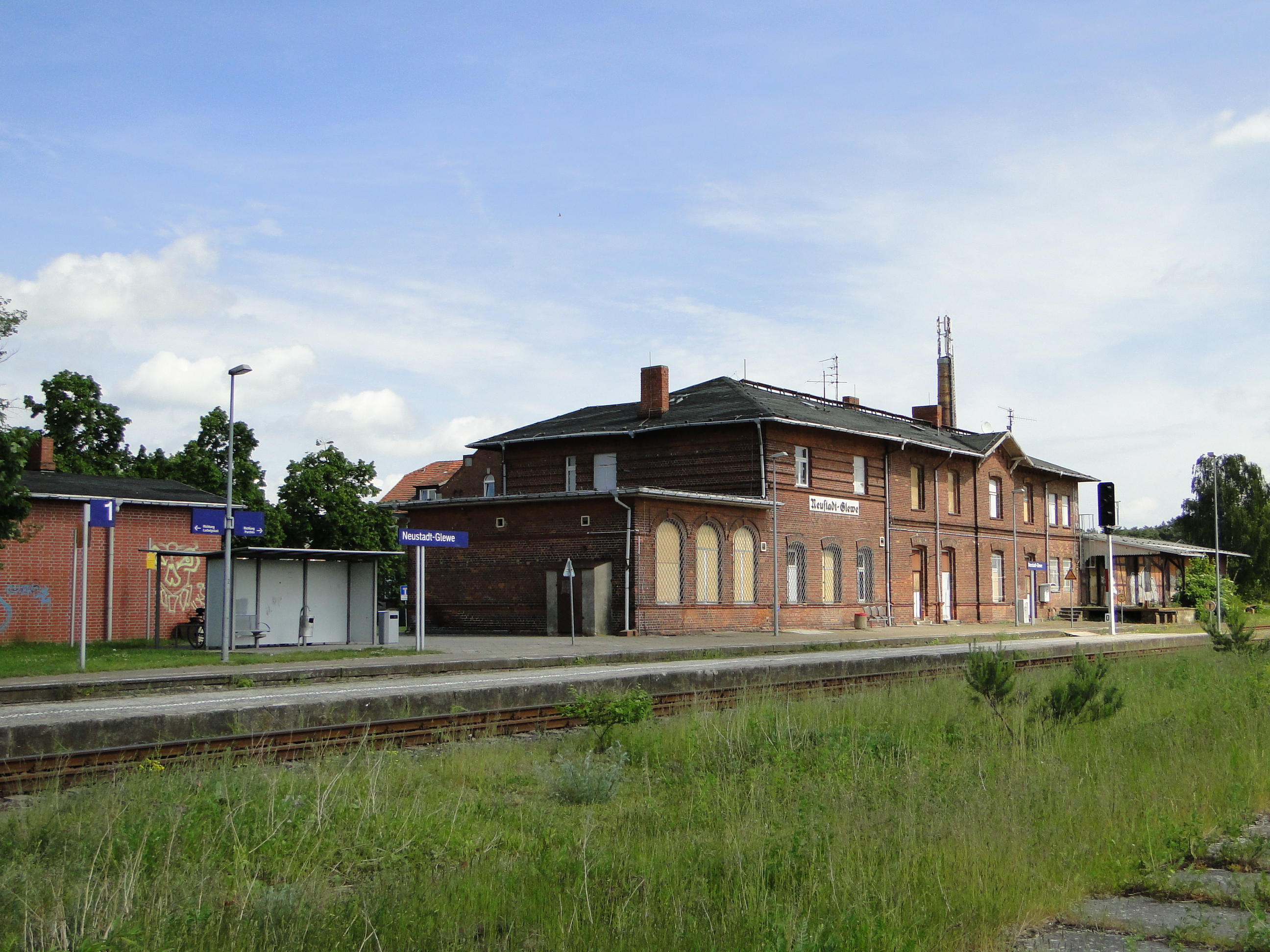
Bahnhof Neustadt-Glewe